# Racsmány Mihály
Racsmány Mihály (Gyula, 1969. szeptember 9. –) pszichológus, 2018-tól egyetemi tanár, az MTA doktora.
Oktatási területei: általános pszichológia: emlékezet, tanulás, érzelem; kognitív neuropszichológia.
Kutatási területei: emlékezeti előhívás és gátló folyamatok; kognitív neuropszichiátria: szkizofrénia és OCD; agysérülés és emlékezeti zavarok.

## Életpályája
A Vörösmarty Mihály Gimnáziumban érettségizett Budapesten, az ELTE Bölcsészettudományi Kar (ELTE-BTK) pszichológia szakán nyert pszichológusdiplomát. Mind Magyarországon (ELTE), mind Angliában (University of Bristol) PhD tudományos fokozatot ért el.
Munkahelyei: SZTE BTK Pszichológia Tanszék, majd szegedi Pszichológiai Intézet (1999–2012); tagja volt a SZTE Megismeréstudományi Csoportnak. MTA-BME Neuropszichológiai és Neuropszichológiai kutatócsoport tudományos főmunkatársa (2003–2006); MTA-BME Kognitív Tudományi Kutatócsoport tudományos főmunkatársa volt, BME Kognitív Tudományi Tanszékén habilitált docens, majd egyetemi tanár. 2014-2018 között a Magyar Tudományos Akadémia Frontostriatális Rendszer Neurokognitív Zavarai Kutatócsoportjának (Nemzeti Agykutatási Program: NAP) kutatócsoport-vezetője, 2018-tól a Magyar Tudományos Akadémia TTK Kognitív Idegtudományi és Pszichológiai Intézet Tanulás és Emlékezeti Zavarok Kutatócsoportjának (NAP 2.0) vezetője.

## Tudományos fokozatai
- PhD, ELTE BTK (2002)
- PhD, University of Bristol (2003)
- Habilitáció, BME (2008)

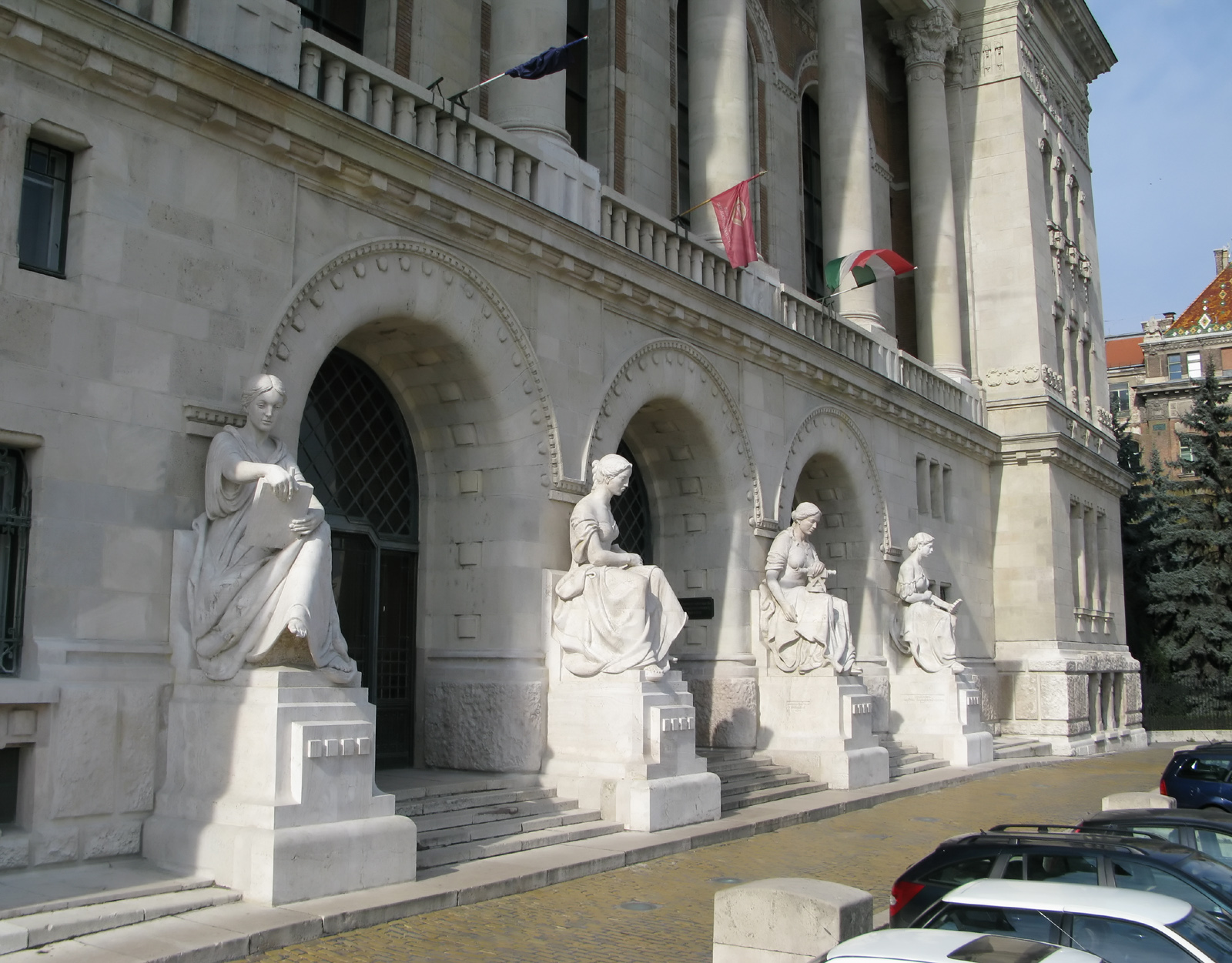
BME Főbejárat

- MTA doktora, egyetemi tanár (2018)

## Tudományos tisztségek
- MTA Pszichológiai Bizottságának titkára (2003–2006)
- BME Pszichológiai Doktori Iskola, alapító, belső tag (2004–)

## Tanulmányai (válogatás)
- Conway, M.A., Harries, K., Noyes, J., RACSMÁNY, M., Frankish, C.R. (2000) The disruption and dissolution of directed forgetting: Inhibitory control of memory. Memory and Language, 43, 409-430.
- RACSMÁNY, M., Lukács, Á., Pléh, Cs., Király, I. (2001) Some cognitive tools for word learning: the role of working memory and goal preference. Behavioral and Brain Sciences, 24, 6, 1115-117.
- RACSMÁNY M, Lukács Á., Németh D., Pléh Cs.(2005). A verbális munkamemória magyar nyelvű vizsgálóeljárásai. Magyar pszichológiai szemle, 60. 4, 479-505 p.
- RACSMÁNY, M., & Conway, M.A. (2006) Episodic inhibition. Journal of Experimental Psychology: Learning, Memory & Cognition, 32, 44-57.
- Szendi, I., Kiss, M., RACSMÁNY, M., Vörös, E., Cimmer, Cs., Kovács, Z. A., Szekeres, Gy. Galsi, G., Boda, K., Pléh, Cs., Csernay, L., Janka, Z.(2006) Correlations between clinical symptoms, working memory functions and structural brain abnormalities in men with schizophrenia. Psychiatry Research: Neuroimaging, 147, 47-55..
- RACSMÁNY, M., Conway, M.A., Garab, E.A., & Nagymáté, G. (2008) Memory awarness following episodic inhibition, Quarterly Journal of Experimental Psycholog, 61, 525-534..
- RACSMÁNY, M., Conway, M.A., Garab, E.A., Cimmer, Cs., Janka, Z., Kurimay, T., Pléh, Cs., and Szendi, I. (2008) Disrupted memory inhibition in schizophrenia. Schizophrenia Research, 101, 218-224.
- Krajcsi, A., Lukács, Á., Igács, J., RACSMÁNY, M.., Pléh, Cs.(2009) Numerical abilities in Williams syndrome: Dissociating the analogue magnitude system and verbal retrieval. Journal of Clinical and Experimental Neuropsychology 4, 439-446. SCI index: IF: 2.184
- RACSMÁNY, M., Conway, M.A., Demeter, Gy.(2010) Consolidation of Episodic memories during Sleep : Long-term Effects of retrieval practice. Psychological Science 21, 80-85. SCI index: IF: 4.812
- TOVÁBBI PUBLIKÁCIÓK: http://www.cogsci.bme.hu/~ktkuser/learningmemory/publications/
- https://m2.mtmt.hu/gui2/?type=authors&mode=browse&sel=10000679

### Kötetek, szerkesztések
- Architektúra és patológia a megismerésben; szerk. Racsmány Mihály, Kéri Szabolcs; BIP, Bp., 2002 (Kognitív szeminárium)
- Az elme sérülései ognitív neuropszichológiai tanulmányok; szerk. Racsmány Mihály, Pléh Csaba; Akadémiai, Bp., 2001 (Pszichológiai szemle könyvtár)
- A munkamemória szerepe a megismerésben; Akadémiai, Bp., 2004 (Philosophiae doctores)
- A fejlődés zavarai és vizsgálómódszerei; szerk. Racsmány Mihály; Akadémiai, Bp., 2007

## Társasági tagságai

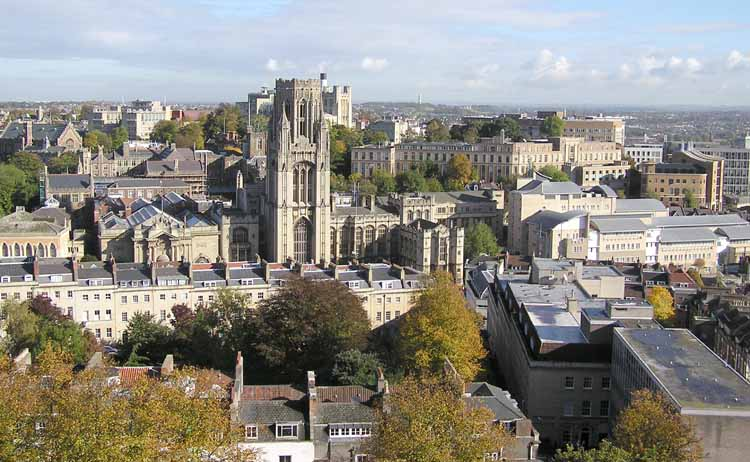
Bristoli Egyetem

- 2011 -              Psychonomic Society, USA
- 2008 - 2014    Főszerkesztő, Learning and Perception
- 2007 - 2008 - Pszichológiai és Pedagógiai bizottság elnöke, Országos Tudományos Kutatási Alapprogramok (OTKA)
- 2008 - 2011    Pszichológiai és Pedagógiai bizottság elnöke, Országos Tudományos                               Kutatási Alapprogramok (OTKA)
- 2005 - 2007    European Society for Cognitive Psychology
- 2003 - 2006    Society for Applied Research in Memory and Cognition
- 2003 - 2006    Titkár, MTA Pszichológiai Tudományos Bizottság
- 1997 -              Magyar Pszichológiai Társaság
- 2013 -             MTA Bolyai János Kutatási Ösztöndíj Kuratóriuma, tag
- 2008 – 2016    BME Pszichológia Doktori Iskola, törzstag
- 2016                BME Pszichológia Doktori Iskola, témavezető
- 2010 -             MTA Pszichológiai Tudományos Bizottság, tag
- 2000               Official member of Manchester United[1]

## Díjak, elismerések (válogatás)
- 1997  Alapítvány a Magyar Felsőoktatásért és Kutatásért Díja
- 1998  1999 Soros Foundation Scholarship
- 2004  MTA Ifjúsági Díj
- 2008  BME GTK Kari Kutatási Díj
- 2003 – 2006 Bolyai János Kutatási Ösztöndíj
- 2007 – 2010 Bolyai János Kutatási Ösztöndíj
- 2011    Bolyai Plakett Kitüntetés
- 2019    Kardos díj, Magyar Pszichológiai Társaság